# 펀치넬로
펀치넬로(영어: PUNCHNELLO, 본명: 이영신, 1997년 5월 28일 ~ )는 대한민국의 래퍼이다. 2019년, Mnet 《Show Me The Money 8》에 참가하여 우승하였다.

## 음반
- 《Detox》 (2017년)
- 《Worth It (Feat. Hoody)》 (2016년)
- 《LIME》 (2016년)
- 《ordinary.》 (2019년)
- 《fine!》 (Feat.키드밀리 (2020년)

### OST
- 《안투라지 MIXTAPE #3》 (with 에디 킴) (2016년)

## 방송 출연
- 《Show Me The Money 6》 (2017년, Mnet)
- 《EBS 스페이스 공감》 - 페노메코 X 펀치넬로 (EBS)
- 《Show Me The Money 8》 (2019년, Mnet) - 참가자 (우승)
- 《미스터리 음악쇼 복면가왕》 (2020년, MBC) - 참가자 (1라운드)
- 《Show Me The Money 10》 (2021년, Mnet) - (베이식 08베이식 피처링 참여)

## 수상
- 2017년 한국 힙합 어워즈 올해의 콜라보레이션